# Zenkeria
Zenkeria is een geslacht uit de grassenfamilie (Poaceae). De soorten van dit geslacht komen voor in tropisch Azië.

## Soorten
- Zenkeria elegans
- Zenkeria jainii
- Zenkeria obtusiflora
- Zenkeria sebastinei
- Zenkeria stapfii